# Natalja Bykova
Natalja Viktorovna Bykova (ryska: Наталья Викторовна Быкова), född den 17 augusti 1958, är en sovjetisk landhockeyspelare.
Hon tog OS-brons i damernas landhockeyturnering i samband med de olympiska landhockeytävlingarna 1980 i Moskva.